# Hannes Rehm
Hannes Rehm (* 18. Januar 1943 in Berlin; † 1. September 2017 in Hannover) war ein deutscher Bankmanager und war von Juli 2004 bis 31. Dezember 2008 Vorstandsvorsitzender der Nord/LB und von Februar 2009 bis Juni 2011 Sprecher des SoFFin.

## Ausbildung
Hannes Rehm besuchte das Goethe-Gymnasium in Frankfurt am Main und schloss diese mit dem Abitur 1964 ab. Danach folgten 1964/65 Praktika im kaufmännischen Bereich bei der Frankfurter Maschinenbau AG und bei der Adam Opel AG.
Von 1965 bis 1969 studierte er an der Johann Wolfgang Goethe-Universität Frankfurt am Main und schloss diese mit dem Abschluss als Diplom-Volkswirt ab.
1973 promovierte er an der Johann Wolfgang von Goethe-Universität am Fachbereich Wirtschaftswissenschaften.

## Beruflicher Werdegang
Von 1970 bis 1971 arbeitete Hannes Rehm als wissenschaftlicher Assistent am Institut für wirtschaftliche Strukturforschung der Universität Frankfurt/Main.
Von 1971 bis 1974 war er wissenschaftlicher Assistent am Institut für Finanzwissenschaft der Technischen Hochschule Berlin. 1974 wechselte Rehm zur Westdeutschen Landesbank und war dort in verschiedenen Bereichen tätig. Ab dem Jahr 1982 übernahm er die Leitung des Zentralbereiches "Vorstandsstab".
Im Jahre 1983 wurde Rehm Bankdirektor.
In den Jahren 1987/1988 war Hannes Rehm Hauptgeschäftsführer des Bundesverbandes öffentliche Banken e. V.
Im Januar 1990 wechselte er zum Deutschen Sparkassen- und Giroverband e. V. und war dort bis Oktober 1993 geschäftsführendes Vorstandsmitglied und hauptamtlicher Stellvertreter des Präsidenten. In dieser Funktion war er u. a. verantwortlich in der Geschäftsführung des Verbandes für den Aufbau des Sparkassenwesens in den neuen Bundesländern.
Ab November 1993 war Hannes Rehm Vorstandsmitglied bei der Norddeutschen Landesbank Nord/LB und dort u. a. für den Aufbau des Geschäfts der Bank in Mecklenburg-Vorpommern verantwortlich.
Im Jahr 1997 übernahm er bei der Nord/LB den Posten des stellvertr. Vorsitzenden des Vorstands.
Von Juli 2004 bis Dezember 2008 war Hannes Rehm Vorstandsvorsitzender der Nord/LB.
Vom 3. Februar 2009 bis Juni 2011 leitete Rehm als Sprecher des Leitungsausschusses den Finanzmarktstabilisierungsfonds SoFFin.

## Sonstiges
Hannes Rehm war Mitglied der Aufsichtsräte der Salzgitter AG (zugleich Vorsitzender des Prüfungsausschusses), der Deutschen Hypothekenbank AG, Hannover und der Fürstenberg Porzellan Manufaktur, Fürstenberg. Bis zum 31. Dezember 2008 war Rehm Mitglied des Verwaltungsrates der DekaBank Deutsche Girozentrale. Seit März 2009 war er auch Mitglied des Aufsichtsrates der ÖPP Deutschland AG und dort stellvertretender Vorsitzender des Aufsichtsrates und Vorsitzender des Prüfungsausschusses. Seit 2011 war er Beiratsmitglied des von KPMG Deutschland geförderten Instituts für den öffentlichen Sektor.
Von 1990 bis 1994 war er Mitglied des Präsidiums und Schatzmeister der Gesellschaft für öffentliche Wirtschaft.
Von 1992 bis 1993 war er Mitglied einer von der EU-Kommission einberufenen internationalen Sachverständigengruppe für eine Reform des grenzüberschreitenden Zahlungsverkehrs in der EU und von 1997 bis 2003 Mitglied des Verwaltungsrates der Bundesanstalt für Vereinigungsbedingte Sonderaufgaben, Vorsitzender des Finanz- u. Audit-Ausschusses und Vorsitzender des Ausschusses für Vertragsmanagement.
- Seit 1985 hatte Rehm einen Lehrauftrag für "Kommunale Finanzwirtschaft" an der Universität Münster
- Von 2008 bis 2015 war er Präsident der IHK Hannover
- Von 2009 bis 2012 war er Vorsitzender der Diäten-Kommission des Niedersächsischen Landtags[2]

Rehm war verheiratet und lebte in Hannover.

## Ehrungen
- Ernennung zum Honorarprofessor an der Universität Münster (1994)
- Bundesverdienstkreuz 1. Klasse (2003)
- Großes Verdienstkreuz des Niedersächsischen Verdienstordens (2009)